# Marsypopetalum lucidum
Marsypopetalum lucidum är en kirimojaväxtart som först beskrevs av Elmer Drew Merrill, och fick sitt nu gällande namn av B. Xue och Richard M.K. Saunders. Marsypopetalum lucidum ingår i släktet Marsypopetalum och familjen kirimojaväxter. Inga underarter finns listade i Catalogue of Life.